# کمدی بزن‌بکوب

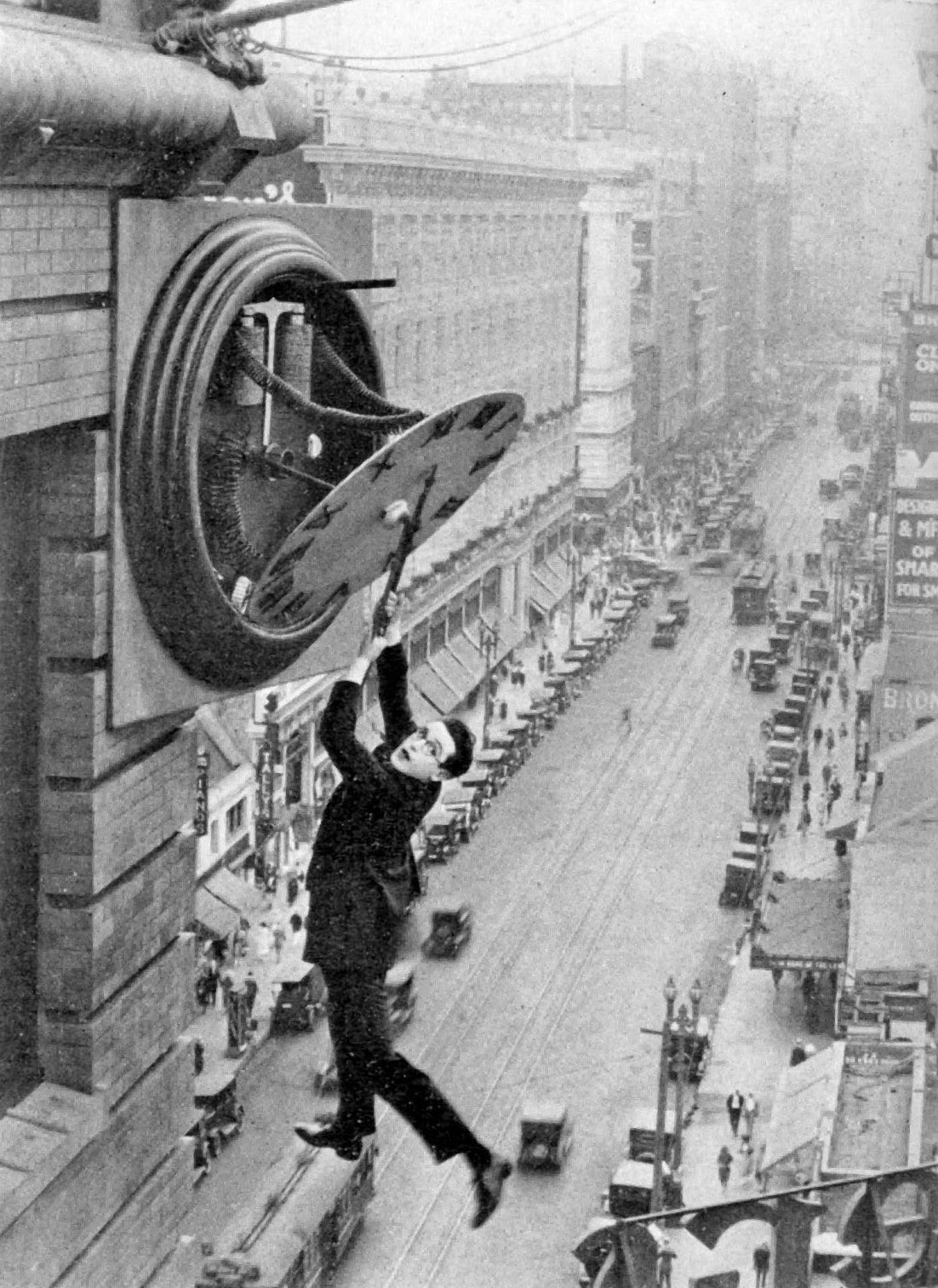
هارولد لوید

کمدی بزن‌بکوب یا اسلپ‌استیک (Slapstick) گونه‌ای کمدی است که در آن تحرک بدنی اغراق آمیز نقش اول را بازی می‌کند. اسلپ‌استیک پر از صحنه‌های حرکت و جنجال و زدوخورد و سروصدا و مسخره‌بازی است و در آن از تصادم‌های عجیب‌وغریب و شوخی‌های فیزیکی به شکلی مبالغه‌آمیز استفاده می‌شود، اسلپ‌استیک ممکن است شامل خشونت عمدی و خشونت ناشی از تصادف باشد که اغلب ناشی از استفاده نادرست از وسایلی مانند اره و نردبان است.

## اصالت
واژه ایتالیایی batacchio یا bataccio که در انگلیسی اسلپ‌استیک (چوب سیلی زن) نامیده می شود، از نام یک شی چماق مانند دو لته نازک چوبی که در کمدیا دل آرته نیز استفاده می شد، گرفته شده‌است. زمانی که یک بازیگر با آن به بازیگر دیگری ضربه بزند، صدای ترقهٔ بلندی تولید می کند، و اگرچه حتی نیروی کمی وارد میشود با این حال نمایش کتک زدن کاملا به تماشاگر منتقل می شود و به این دلیل که هیچ آسیبی ایجاد نمی کنند، بازیگران ممکن است در طول نمایش بارها و بارها با یک صدای واضح به یکدیگر ضربه بزنند.
اسلپ‌استیک و مثانه بادی (که صدای باد شکم میدهد)، از نخستین جلوه های ویژه بوده است.

## سینما و تلویزیون
سبک اسلپ‌استیک در قرن نوزدهم و اوایل قرن بیستم و به‌طور گسترده در «دوران طلایی» فیلم‌های سیاه و سفید به کارگردانی هال روچ، مک سنت، سه کله‌پوک و لری سمون برجسته شد.
در این دوره از شوخی کیک زدن به صورت به‌طور گسترده استفاده می‌شد.

فیلم چاپلین در سال ۱۹۱۵، شبی در نمایش

کمدی صامت در فیلم‌های اولیه فرانسوی نیز محبوب بود و شامل فیلم‌هایی از مکس لیندر، چارلز پرینس و سارا دوهامل بود.
بنی هیل در بنی هیل شو در بریتانیا و در ایالات متحده در سه سریال تلویزیونی دهه ۱۹۶۰، جزیره گیلیگن، بتمن، راهبه پرنده و عاشقتم لوسی استفاده شد. هیل، که طرح‌های کمدی‌اش برای نخستین بار در اوایل دهه ۱۹۵۰ در تلویزیون بریتانیا ظاهر شد، توسط نویسنده آنتونی برگس به عنوان «نابغه کمدی غرق در سنت سالن موسیقی بریتانیا» توصیف شد.

در دهه ۱۹۷۰، کمپانی سه نفره صحنه‌های اسلپ‌استیک را در اکثر قسمت‌ها به نمایش گذاشت.
در سال ۱۹۹۰، مستر بین، با بازی روآن اتکینسون، نخستین بار در تلویزیون بریتانیا ظاهر شد، و مانند بنی هیل، کارتون‌ها و دیگر کمدین‌هایی که «طنز بصری از موانع زبانی فراتر رفت» این نمایش نیز به سراسر جهان صادر شد.
از استادان کمدی اسلپ‌استیک می‌توان به مک سنت، باستر کیتون، لورل و هاردی، چارلی چاپلین، هارولد لوید، هری لنگدون، ویل هی، وودی آلن، پیتر سلرز، بنی هیل، جری لوئیس، نورمن ویزدوم، لوئی دوفونس مل بروکس پیتر فالک سه کله‌پوک برادران مارکس و از هنرپیشگان معاصر به جیم کری و روآن اتکینسون، ویل فرل، رابین ویلیامز، ساشا بارون کوهن اشاره کرد.